# Páncélosgyíkfélék
A páncélosgyíkfélék (Gerrhosauridae) a hüllők (Reptilia) osztályába a  pikkelyes hüllők (Squamata) rendjébe és a vakondgyíkalakúak (Scincomorpha) alrendjébe tartozó család.

## Rendszerezés
A családba a következő 2 alcsalád, 7 nem és 33 faj tartozik.

### Gerrhosaurinae
- Angolosaurus – 1 faj
  - namíbiai bőrpáncélosgyík (Angolosaurus skoogi)
- Broadleysaurus – 1 faj
- Cordylosaurus – 1 faj
  - kékfarkú bőrpáncélosgyík (Cordylosaurus subtessellatus)
- Gerrhosaurus – 5 faj
  - sárgatorkú páncélosgyík (Gerrhosaurus flavigularis)
  - Gerrhosaurus multilineatus
  - Gerrhosaurus nigrolineatus
  - Gerrhosaurus typicus
  - óriás bőrpáncélosgyík (Gerrhosaurus validus)
- Tetradactylus – 7 faj
  - Tetradactylus africanus
  - Tetradactylus breyeri
  - Eastwood-ostorfarkú-bőrpáncélosgyík (Tetradactylus eastwoodae) – kihalt
  - Tetradactylus ellenbergeri
  - Tetradactylus seps
  - Tetradactylus tetradactylus
  - Tetradactylus udzungwensis

### Zonosaurinae
- Tracheloptychus – 2 faj
  - Tracheloptychus madagascariensis
  - Tracheloptychus petersi
- Zonosaurus – 16 faj
  - Zonosaurus aeneus
  - Zonosaurus anelanelany
  - Zonosaurus bemaraha
  - Zonosaurus boettgeri
  - Zonosaurus brygooi
  - Zonosaurus haraldmeieri
  - Karsten-koszorúsgyík (Zonosaurus karsteni)
  - nyugati koszorúsgyík (Zonosaurus laticaudatus)
  - madagaszkári koszorúsgyík (Zonosaurus madagascariensis)
  - Zonosaurus maximus
  - díszes koszorúsgyík (Zonosaurus ornatus)
  - négycsíkos koszorúsgyík (Zonosaurus quadrilineatus)
  - Zonosaurus rufipes
  - Zonosaurus subunicolor
  - Zonosaurus trilineatus
  - Zonosaurus tsingy